# Cuaespinós de Hellmayr
El cuaespinós de Hellmayr (Cranioleuca hellmayri) és una espècie d'ocell de la família dels furnàrids (Furnariidae).

## Hàbitat i distribució
Habita boscos, sovint entre bromeliàcies a la Sierra Nevada de Santa Marta (nord-est de Colòmbia).